# Телитромицин
Телитромицин (лат. Telithromycinum, англ. Telithromycin) — антибиотик-макролид, относящийся к подгруппе кетолидов.

## Фармакологическое действие
Антибактериальный препарат из класса кетолидов. Подавляет синтез белка на уровне бактериальной рибосомы.
К препарату чувствительны аэробные грамположительные бактерии (
Streptococcus pneumoniae (чувствительные или резистентные к бензилпенициллину и чувствительные или резистентные к эритромицину),
Streptococcus pyogenes,
Streptococcus agalactiae,
Streptococci viridans,
Streptococcus spp. С и G по Р. С. Лансфильду (бета-гемолитические),
Staphylococcus aureus (чувствительные или резистентные к эритромицину за счёт механизма индуцибельного синтеза метилазы));
аэробные грамотрицательные бактерии (
Moraxella catarrhalis (включая штаммы, продуцирующие бета-лактамазу)); а также
Legionella spp.,
Legionella pneumophila,
Chlamydia pneumoniae,
Chlamydia psittaci,
Mycoplasma pneumoniae.
Умеренно чувствительны:
Haemophilus influenzae (включая штаммы, продуцирующие бета-лактамазу);
Haemophilus parainfluenzae.
Нечувствительны:
Staphylococcus aureus (резистентные к эритромицину за счёт конститутивного механизма),
Enterobacteriaceae,
Pseudomonas,
Acinetobacter.
Развитие резистентности к телитромицину вследствие спонтанной мутации является редким. Для Streptococcus pneumoniae отсутствует перекрестная резистентность с антибактериальными препаратами других классов.

## Применение
Показания
У пациентов старше 18 лет: внебольничная пневмония лёгкой или средней тяжести, хронический бронхит (обострение), острый синусит; старше 12 лет — тонзиллит, фарингит, вызываемый бета-гемолитическим стрептококком группы А, в качестве альтернативной терапии при невозможности лечения бета-лактамными антибиотиками.
Противопоказания
Гиперчувствительность, одновременный прием цизаприда, мидазолама, алкалоидов спорыньи (эрготамин и дигидроэрготамин), пимозида, астемизола, терфенадина, симвастатина, аторвастатина и ловастатина; индукторов CYP3A4 (рифампицин, фенитоин, карбамазепин, экстракт зверобоя) и 2 недель после окончания лечения индукторами CYP3A4; удлинение интервала QT на ЭКГ (врождённое, приобретённое, в семейном анамнезе), генетическая непереносимость галактозы, дефицит лактазы или глюкозо-галактозная мальабсорбция, беременность, период лактации.
C осторожностью
Ишемическая болезнь сердца, желудочковые аритмии в анамнезе, гипокалиемия и/или гипомагниемия, брадикардия (менее 50/мин.), миастения, печеночная недостаточность, детский возраст до 12 лет (безопасность и эффективность применения не установлена); одновременный прием с препаратами, удлиняющими интервал QT или ингибиторами CYP3А4 (ингибиторы протеаз и кетоконазол) или являющихся субстратами CYP3A4, с церивастатином и бензодиазепинами, которые метаболизируются при участии CYP3A4.

## Побочное действие
Со стороны пищеварительной системы: диарея, тошнота, рвота, боль в животе, метеоризм, повышение активности печеночных трансаминаз (аспаргиновой трансаминазы, аланинаминотрансферазы, щелочной фосфатазы); редко — запор, анорексия, кандидоз слизистой оболочки полости рта, стоматит, холестатическая желтуха, гепатит.
Со стороны нервной системы: головокружение, головная боль, сонливость, бессонница, нервозность; редко — парестезия.
Со стороны органов кроветворения: эозинофилия.
Со стороны опорно-двигательного аппарата: судороги, обострение тяжёлой миастении.
Со стороны органов чувств: нарушение вкуса; редко — расстройство зрения в виде нечеткости зрительного восприятия, проходящего через несколько часов после приема.
Аллергические реакции: редко — кожная сыпь, крапивница, зуд, гиперемия кожных покровов; в единичных случаях — экзема, ангионевротический отек, анафилактический шок.
Со стороны сердечно-сосудистой системы: редко — сердцебиение; в единичных случаях — предсердная аритмия, снижение артериального давления, брадикардия.
Со стороны мочеполовой системы: вагинальный кандидоз.
Прочие: экссудативная эритема, отёк лица.

## Способ применения и дозы
Внутрь, таблетки следует проглатывать целиком, запивая достаточным количеством воды, до или после еды. Рекомендуемая доза — 800 мг 1 раз в сутки.
Пациентам старше 18 лет: внебольничная пневмония — 800 мг 1 раз в сутки в течение 7—10 дней. Обострение хронического бронхита, острый синусит — 800 мг 1 раз в сутки в течение 5 дней. Тонзиллит/фарингит, вызванный бета-гемолитическим стрептококком группы А, у пациентов старше 12 лет — 800 мг 1 раз в сутки в течение 5 дней.
При наличии тяжёлой почечной недостаточности (КК менее 30 мл/мин.) дозу следует уменьшить в 2 раза (400 мг 1 раз в сутки). У пациентов, находящихся на гемодиализе, в дни проведения гемодиализа препарат следует принимать после сеанса гемодиализа.
Передозировка
Лечение: промывание желудка, симптоматическая и поддерживающая терапия; поддержание достаточной гидратации, контроль содержания электролитов в крови (особенно K+). В связи с возможностью увеличения продолжительности интервала QT и повышенного риска развития нарушений ритма следует проводить постоянное ЭКГ-мониторирование.

## Взаимодействие
Телитромицин как ингибитор CYP3A4 уменьшает клиренс симвастатина, мидазолама и цизаприда и замедляет их выведение.
При совместном применении с цизапридом, пимозидом, астемизолом и терфенадином — увеличение продолжительности интервала QT и развитие аритмии, включая желудочковую тахикардию, фибрилляцию желудочков и полиморфную желудочковую тахикардию типа «пируэт».
При одновременном применении с алкалоидами спорыньи — развитие выраженной вазоконстрикции («эрготизма»), которая может привести к развитию некроза конечностей.
При одновременном приеме с симвастатином — увеличение Cmax симвастатина в 5,3 раза, AUC (площадь под характеристической кривой) — в 8,9 раз, Cmax и AUC симвастатиновой кислоты — в 5 и 11 раз соответственно. При одновременном приеме с мидазоламом AUC мидазолама увеличивается в 2,2 раза (после в/в введения мидазолама) и в 6,1 раз после приема мидазолама внутрь, период полувыведения мидазолама увеличивается в 2,5 раз. Следует избегать перорального приема мидазолама совместно с телитромицином. При в/в введении мидазолама следует проводить необходимую коррекцию режима дозирования мидазолама и наблюдение за пациентом.
Следует также соблюдать аналогичные меры предосторожности при назначении др. бензодиазепинов, которые метаболизируются при участии CYP3A4 (особенно триазолама и в меньшей степени алпразолама). У бензодиазепинов, которые не метаболизируются при участии CYP3A4 (темазепам, нитразепам, лоразепам), взаимодействие с телитромицином маловероятно.
Телитромицин может увеличивать концентрацию в крови циклоспорина, такролимуса или сиролимуса, являющихся субстратами CYP3A4.
Совместное назначение индукторов CYP3A4 (таких как рифампицин, фенитоин, карбамазепин, экстракт зверобоя) приводит к существенному снижению плазменной концентрации телитромицина и потере его эффективности. После прекращения лечения индукторами CYP3A4 индукция фермента постепенно уменьшается в течение 2 недель (назначения препарата следует избегать в течение 2 недель после лечения индукторами CYP3A4).
Исследования взаимодействия с итраконазолом и кетоконазолом (ингибиторами CYP3A4), показали, что Cmax телитромицина увеличивается соответственно на 22 % и 51 % и AUC соответственно на 54 % и 95 %. Эти изменения в фармакокинетике телитромицина не требуют коррекции режима дозирования, так как его концентрация остаётся в диапазоне хорошей переносимости.
Влияние ритонавира на телитромицин не изучалось, но может приводить к более выраженному увеличению концентрации телитромицина. Эта комбинация должна использоваться с осторожностью.
Телитромицин увеличивает плазменную концентрацию дигоксина.
При совместном применении с метопрололом — увеличение плазменной концентрации метопролола и AUC на 38 % без изменения периода полувыведения.
Ранитидин (принятый за 1 ч. до приема телитромицина) и антациды, содержащие гидрохлориды Al3+ и Mg2+, не оказывали клинически значимого влияния на фармакокинетику телитромицина.
Телитромицин не имел клинически значимого фармакокинетического или фармакодинамического взаимодействия с варфарином после однократного приема, однако, нельзя исключить фармакодинамического взаимодействия при курсовом приеме.
Телитромицин на основании фармакокинетического и фармакодинамического исследования не имел клинически значимого взаимодействия с трёхфазными пероральными контрацептивами.

## Особые указания
Развитие диареи (особенно тяжёлой, упорной и/или с примесью крови в кале) во время или после лечения препаратом может быть связано с развитием псевдомембранозного колита. При подозрении на развитие псевдомембранозного колита лечение должно быть немедленно прекращено, и пациенту должна быть проведена поддерживающая и/или специфическая терапия.
При приеме телитромицина были отмечены случаи обострения тяжёлой миастении. Отмечались также случаи развития острой дыхательной недостаточности у пациентов с миастенией, принимающих телитромицин для лечения воспалительных заболеваний дыхательных путей.
Степень резистентности у определённых видов микроорганизмов варьирует в зависимости от географической зоны и с течением времени, поэтому желательно получение локальной информации о резистентности, особенно в случае лечения тяжёлых инфекционных заболеваний.
Эффективность препарата при внебольничной пневмонии у пациентов с факторами риска, такими как пневмококковая бактериемия или возраст старше 65 лет, была показана на ограниченном контингенте пациентов. Legionella pneumophila является высоко чувствительной к телитромицину in vitro, однако, клинический опыт по лечению вызываемой ей пневмонии ограничен. Haemophilus influenzae характеризуется только умеренной природной чувствительностью ко всем макролидным антибиотикам и телитромицину. Это следует принимать во внимание при лечении инфекций, вызываемых Haemophilus influenzae.
Таблетки телитромицина содержат лактозу. Пациенты с генетической непереносимостью галактозы, дефицитом лактазы или глюкозо-галактозной мальабсорбцией не должны принимать этот препарат.
В начале лечения телитромицином у пациентов, уже получающих лечение циклоспорином, такролимусом или сиролимусом, должен проводиться тщательный контроль концентрации в крови последних и при необходимости их доза должна быть снижена. По окончании лечения телитромицином следует снова тщательно контролировать концентрацию в крови циклоспорина, такролимуса или сиролимуса и при необходимости проводить увеличение их дозы.
Рекомендуется контролировать концентрацию дигоксина в крови во время совместного назначения телитромицина и дигоксина.
При совместном использовании телитромицина и пролонгированных форм теофиллина следует разделить их прием по времени с интервалом в 1 ч для того, чтобы избежать развития возможных побочных эффектов со стороны ЖКТ, таких как тошнота и рвота.
В период лечения необходимо воздерживаться от вождения автотранспорта и занятий потенциально опасными видами деятельности, требующими повышенной концентрации внимания и быстроты психомоторных реакций.